# Attigny, Ardennes
För andra betydelser, se Attigny.
Attigny är en kommun i departementet Ardennes i regionen Grand Est (tidigare regionen Champagne-Ardenne) i nordöstra Frankrike. Kommunen ligger  i kantonen Attigny som ligger i arrondissementet Vouziers. År 2022 hade Attigny 1 106 invånare.

## Befolkningsutveckling
Antalet invånare i kommunen Attigny
Referens: INSEE